# Приїхали на конкурс кухарі
«Приїхали на конкурс кухарі…» — радянська комедія режисера  Нерсеса Оганесяна, знята на кіностудії Вірменфільм у 1977 році.

## Сюжет
Для участі у всесоюзному конкурсі кухарів в Москву прибуває делегація з Вірменії. Амо Степанян, Татула Папахчян і їх керівник Ерванд Бабейович на прізвисько «Маестро» впевнені в перемозі і мріють про міжнародний конкурс в Будапешті. Готують вони дійсно чудово, але низка пригод, що захопила вірменських кухарів в Москві, може перешкодити їм виграти конкурс.

## У ролях
- Армен Джигарханян —  Амо
- Ерванд Манарян —  Ерванд
- Степан Арутюнян —  Татула
- Євгенія Симонова —  Наташа Землянікіна
- Борис Щербаков —  Володя
- Ірина Мурзаєва —  Клавдія Іванівна
- Володимир Басов —  Владислав Костянтинович, вчитель танцю та вокалу
- Ара Бабаджанян —  Стефане
- Євген Перов —  Василь Васильович, голова журі, озвучування  Юрія Саранцева
- Валентин Брилєєв —  член журі
- Наталія Гіцерот —  голова приймальної комісії
- Лариса Кронберг —  адміністратор

## Знімальна група
- Режисер-постановник — Нерсес Оганесян
- Сценаристи — Ерванд Манарян, Нерсес Оганесян
- Оператор-постановник — Рудольф Ватінян
- Композитор — Арно Бабаджанян
- Художник-постановник — Рафаель Бабаян
- Звукооператор — Роланд Казарян